# Roodstaartmeerval
De roodstaartmeerval (Phractocephalus hemioliopterus) is een straalvinnige vissensoort uit de familie Pimelodidae. De wetenschappelijke naam van de soort is voor het eerst geldig gepubliceerd in 1801 door Bloch & Schneider. Het is de enige nog levende soort die in het geslacht Phractocephalus geplaatst wordt. 
Phractocephalus hemioliopterus komt oorspronkelijk uit de rivieren Orinoco, Essequibo en Amazone in Zuid-Amerika en komt enkel voor in zoet water. De soort kan 1,8 meter lang worden en een gewicht van 80 kilo bereiken. 